# Hair Zone Mall Tour
Tournées par Britney Spears
...Baby One More Time Tour
(1999 - 2000)
Le Hair Zone Mall Tour est une tournée de la chanteuse américaine Britney Spears. Elle s'est déroulée en 1998 et a été sponsorisée par L'Oréal. C'est une tournée non internationale pour soutenir son premier album ...Baby One More Time. Réputée pour être un véritable petit succès, elle réussit à rassembler et créer une petite communauté.

## Chansons
1. ...Baby One More Time
2. (You Drive Me) Crazy
3. Sometimes
4. Soda Pop
5. Born To Make You Happy
6. From the Bottom of My Broken Heart
7. I Will Be There
8. I Will Still Love You (avec Don Phillip)
9. Deep In My Heart
10. Thinkin About You
11. E-Mail My Heart
12. The Beat Goes On (chanson de Cher)